# آرثر (ممثل)
آرثر (بالفرنسية: Arthur)‏ هو مقدم تلفزيوني وشخصية أعمال ومنتج تلفزيوني ومقدم برامج إذاعية وممثل فرنسي، ولد في 10 مارس 1966 في المغرب.

## وصلات خارجية
- آرثر على موقع IMDb (الإنجليزية)
- آرثر على موقع ألو سيني (الفرنسية)
- آرثر على موقع ميوزك برينز (الإنجليزية)
- آرثر على موقع قاعدة بيانات الفيلم (الإنجليزية)
- آرثر على موقع كينوبويسك (الروسية)